# Szembek (Adelsgeschlecht)

Wappen der Szembek

Szembek, früher auch Schembegk, ursprünglich Schönbeck, ist der Name eines Adelsgeschlechts, das sich auf ein Krakauer Stadtgeschlecht zurückführt und nach Okolski ursprünglich aus der Altmark stamme. Im 16. Jahrhundert in den Reichsadel aufgenommen, bekleideten Mitglieder der Familie besonders unter den sächsischen Königen von Polen zahlreiche hohe weltliche und kirchliche Ämter. Ein Zweig gelangte zu Beginn des 19. Jahrhunderts in den preußischen Grafenstand.

## Geschichte
Der Dominikaner Szymon Okolski (1560–1653) gibt die Stammreihe der Familie (1643) bis Peter Schönbegk an, der Rat am Hofe Maximilians I. (1508–1519) und mit Margaretha von Schleinitz verheiratet war. Weiter wird die Familie ohne Angabe der Stammreihe bis auf Heinrich von Schönbegk zurückgeführt, dessen Privileg von Kaiser Heinrich VII., Florenz den 8. Februar 1313, wörtlich wiedergegeben ist. Peters Enkel Bartholomäus Schönbegk (II) kam Okolski zufolge mit der brandenburgischen Gesandtschaft nach Polen, wo er, „von der Lieblichkeit der Gegend angetan,“ verblieb. Er urkundete 1557 als Schöffe zu Krakau und erhielt am 25. Juli 1566 in Warschau durch König Sigismund II. August das polnische Indigenat. Die Urkunde ist bei Okolski ebenfalls in vollem Wortlaut abgedruckt. Seine Söhne Bartholomaeus, Niclas, Stanislaus und Johann Schembegk wurden 1579 in Prag mit Wappenbesserung in den Reichsadelsstand aufgenommen.
Der Sohn von Stanislaus Szembek und Anna Amend war Franz Szembek († 1693), Kastellan von Krakau und Starost von Biecz. Er war auch der Gründer der Kirche in Zieleniec und besaß Güter in Proszowice. Franz Szembek heiratete Sofia Pieniazek († 1671). Söhne aus dieser Ehe waren die beiden polnisch-litauischen Primasse und Erzbischöfe von Gnesen, Stanislaus (* 1650; † 1721) und Christoph Anton Szembek (* 1667; † 1748), Stefan Przeclaw Szembek Kastellan in Wojnicz und Gouverneur in Biecz, Michael Szembek (* 1661 † 1726) Weihbischof in Krakau. Aus der zweiten Ehe des Gouverneurs Franz Szembek mit Barbara Anna Rupniowską († 1706) entstammt Jan Sebastian Szembek († 8. April 1731)  Gouverneur von Łomża, Ludwik Szembek Priester und Kanoniker von Krakau, Franciszek Antoni Szembek, Gouverneur von Biecz, Christoph Andreas Johann Szembek (* 1680; † 1740), Bischof von Chelm, Przemyśl, Ermland, Aleksander Kazimierz Szembek, Gouverneur von Sieradz und Biecz.
Alexander Szembek war Gutsbesitzer auf Sól, Nieledwia und Szare im Bezirk Saybusch und königlich polnischer Generaladjutant. Als Ritter von Słupow erhielt er 1782 die Legitimation bei der galizischen Landtafel, desgleichen erhielt 1784 Ignaz Szembek als Bezirks-Jägermeister im Herzogtum Auschwitz.
Ab dem späten 18. Jahrhundert hatte die Familie auch die Güter von Poręba Żegoty im Besitz, wo sie einen Palast baute.
Peter von Szembek (* 1788; † 1866), königlich polnischer General a. D., wenig später auch sein Vater Ignaz von Szembek, Gutsbesitzer auf Siemianice im Bezirk Posen, wurden 1816 in Berlin zu preußischen Grafen ernannt.
Der jüngere Peter Graf von Szembek (* 1845; † 1896) erbte das Rittergut Siemianice bei Opatów und war Mitglied des Deutschen Reichstages für die Polnische Fraktion.
Włodzimierz Graf Szembek (* 1883; † 1942) war polnischer Ordenspriester und Opfer des Nationalsozialismus. Die Römisch-Katholische Kirche ehrt ihn als Ehrwürdigen Diener Gottes.

## Wappen
Das Wappen wird erstmals bei Okolski (1643) beschreiben, gedeutet und abgebildet. Es zeigt hiernach einen durch einen mit drei roten Rosen belegten goldenen Schrägrechtsbalken von Blau und Rot geteilten Schild, der Schrägbalken oben und unten je begleitet von einem springenden silbernen Bock; auf dem Helm mit blau-goldenen Decken der Bock zwischen offenem, beiderseits mit einer Rose belegten Fluge. Der Beschreibung zufolge handelt es sich bei dem Boch um einen Steinbock (ibex), während die Abbildung eher einen Ziegenbock zu zeigen  scheint, von dem auch die allegorische Deutung am Schluss des Textes von Okolski spricht. Dasselbe Wappen ist im Grafendiplom von 1816 abgebildet mit dem Unterschied, dass die Fluge jetzt mit dem Schrägbalken und den drei Rosen des Schildes belegt sind.

## Bedeutende Namensträger
- Stanislaus Szembek (* 1650; † 1721), Primas von Polen und Litauen, Erzbischof von Gnesen
- Michael Szembek (* 1650 † Juni 1726), Weihbischof in Krakau
- Christoph Anton Szembek (* 1667; † 1748), Primas von Polen und Litauen, Erzbischof von Gnesen
- Christoph Andreas Johann Szembek (* 1680; † 1740), Bischof von Chelm, Przemysl, Ermland
- Franziskus Szembek (* 1686; † 1728), Weihbischof in Przemysl
- Józef Eustachy Szembek (* 1697; † 1759), Bischof von Chelm, Plock
- Christoph Hilarius Szembek (* 1722; † 1785), Bischof von Plock
- Oufry Kajetan Szembek (* 1743; † 1808), Bischof von Plock
- Peter von Szembek (* 1788; † 1866), polnischer General und preußischer Graf
- Peter Graf von Szembek (* 1845; † 1896), Mitglied des Deutschen Reichstags
- Jerzy Józef Elizeusz Szembek (* 1851; † 1905), Bischof von Plock, Erzbischof von Mohlev
- Jan Włodzimierz Graf Szembek (* 1881; † 1945), polnischer Diplomat und Minister
- Włodzimierz Graf Szembek (* 1883; † 1942), polnischer Ordenspriester, Seligsprechungsprozess eingeleitet

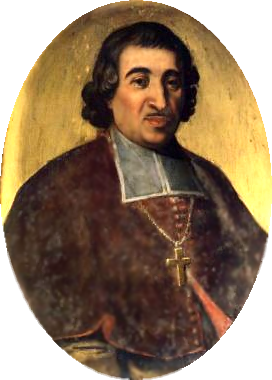
Primas-Erzbischof Stanislaus Szembek (* 1650; † 1721)
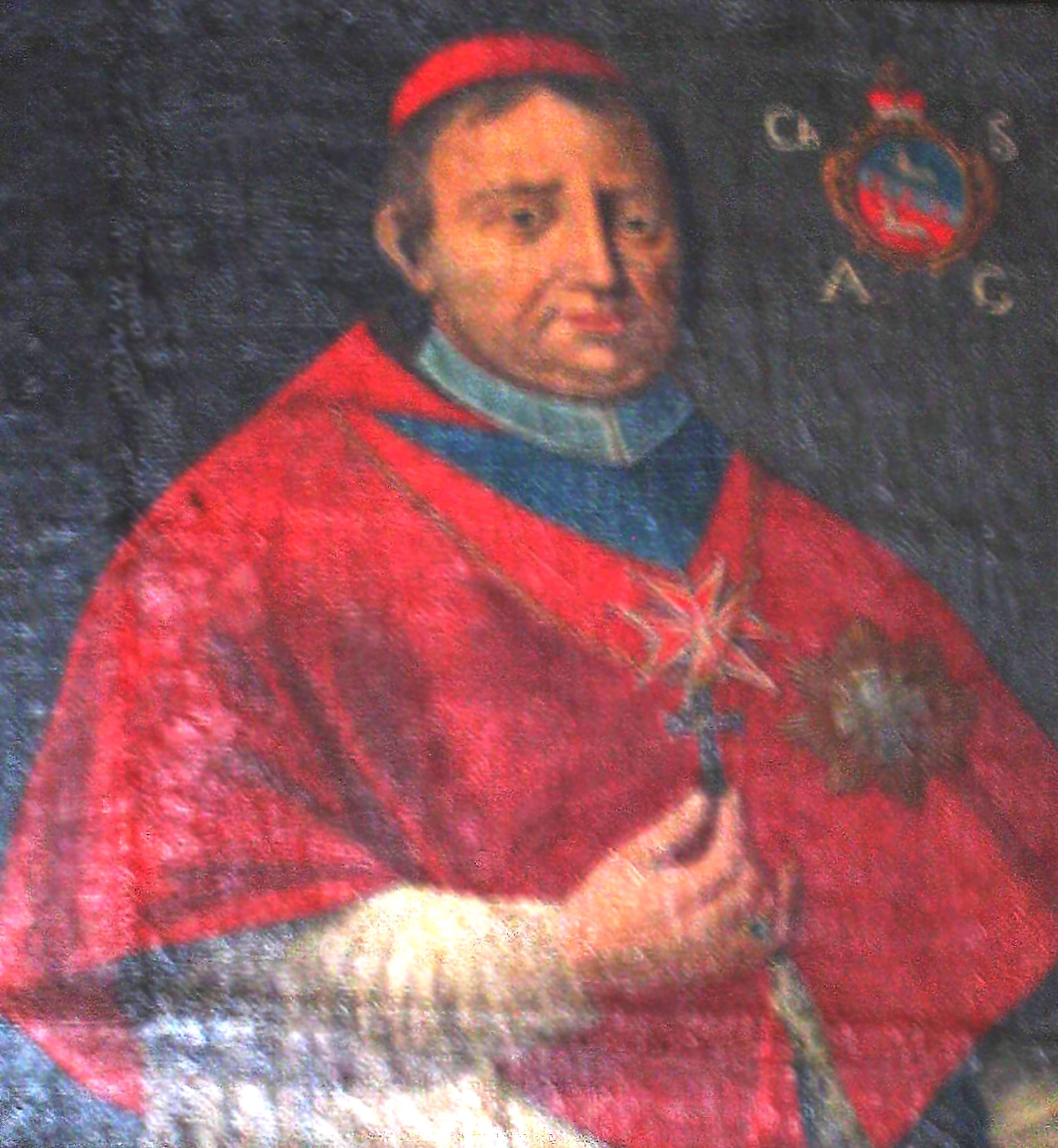
Primas-Erzbischof Christoph Anton Szembek (* 1667; † 1748)
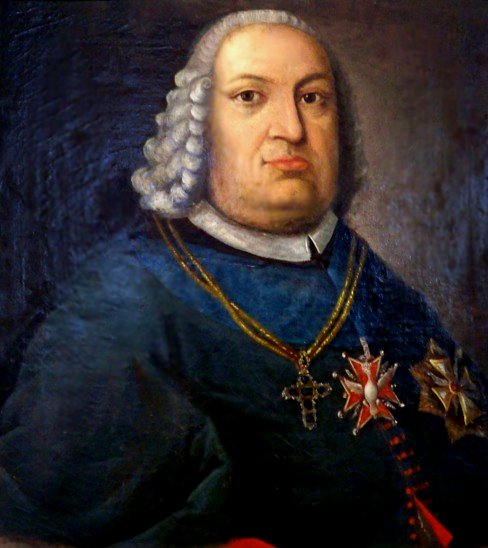
Bischof Józef Eustachy Szembek, (* 1697; † 1759)
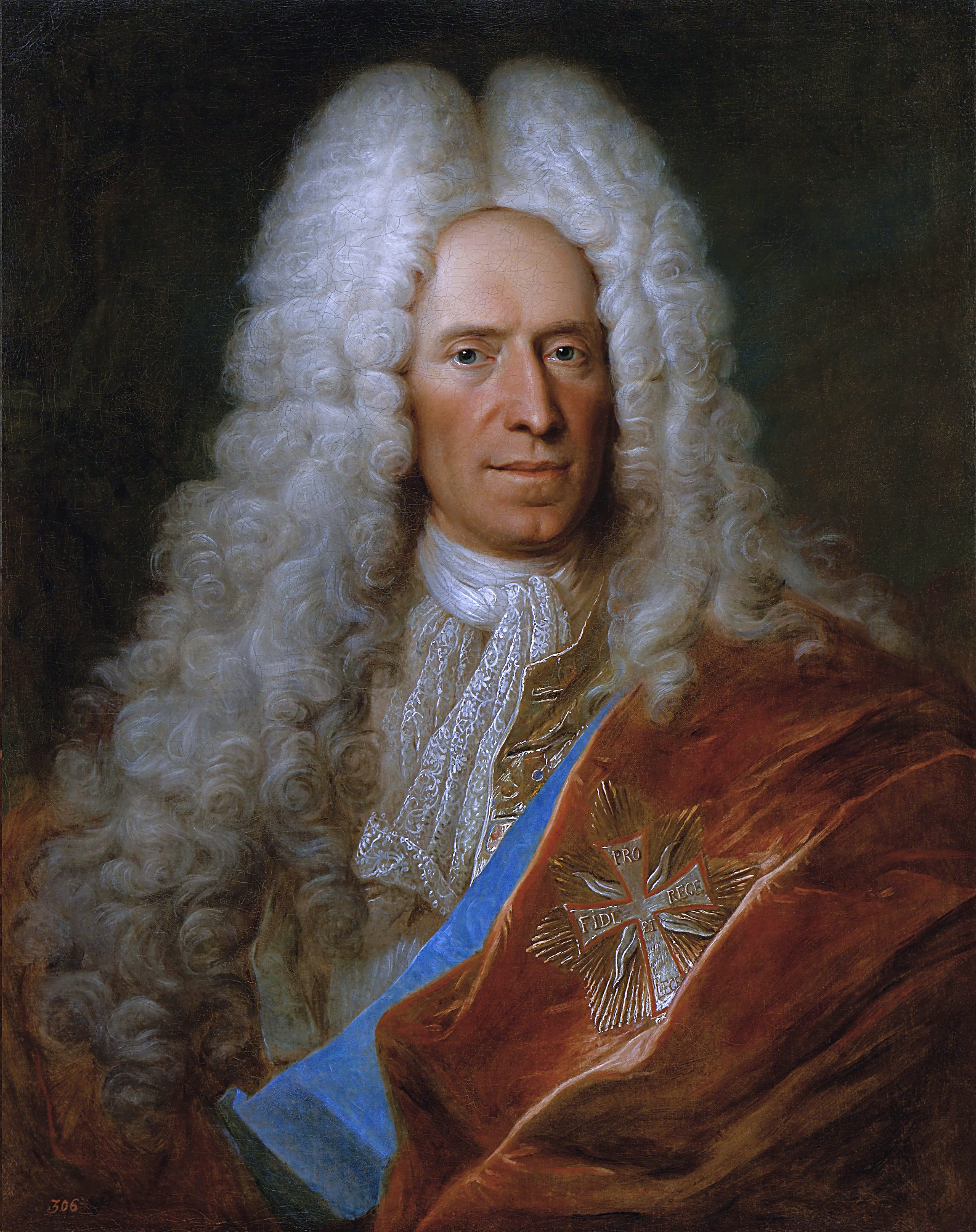
Gouverneur Jan Sebastian Szembek († 1731)
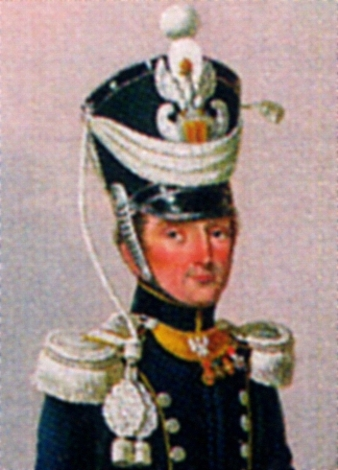
General Peter Graf von Szembek (* 1788; † 1866)
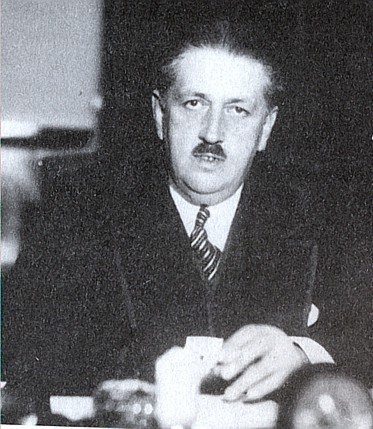
Minister Jan Włodzimierz Graf Szembek (* 1881; † 1945)